# Kitty Forman
Kitty Sigurdson-Forman (13 oktober 1933) is een personage in de Amerikaanse televisieserie That '70s Show van Fox Networks, gespeeld door Debra Jo Rupp.

## Biografie
Kitty is verpleegster en huisvrouw in de familie Forman. Ze is herkenbaar aan haar opvallende, aanstekelijke lach. Kitty is in vele opzichten een typische 1970 vrouw en moeder. Haar familie komt op de eerste plaats. Ze is een soort pleegmoeder voor alle tieners uit de serie en ze staat altijd voor iedereen klaar. Kitty is getrouwd met Red Forman. Samen hebben ze twee kinderen, een zoon (Eric) en een dochter (Laurie). In tegenstelling tot Red vindt Kitty het altijd prima als de vrienden van Eric altijd in hun huis zijn. Ze heeft liever niet dat Eric het huis verlaat als hij volwassen is, omdat ze dan bang is dat ze voor niemand meer kan zorgen. Kitty heeft Red overgehaald om rebel en vriend van Eric Steven Hyde (Danny Masterson) in huis te nemen, toen de moeder van Hyde hem verliet. Ze probeert altijd aardig te zijn voor iedereen in de buurt, zodat ze gezien wordt als 'die aardige, altijd zorgzame Kitty'. Kitty heeft wel een andere kant. Ze is namelijk een beetje een alcoholist, vooral als het gaat om het koffielikeur Kahlúa. Daarbij, in tegenstelling tot haar werk als verpleegster en wetend wat de consequenties zijn, is ze een roker. Gedurende de serie probeert ze vaak te stoppen, wat uiteindelijk ook lukt in seizoen 3. (Debra Jo Rupp is tijdens de opnames van dit seizoen privé ook gestopt). Haar stemming verandert vaak door het feit dat ze in de menopauze zit. In seizoen vertelde Kitty aan Red dat ze zwanger was, omdat ze niet meer ongesteld werd. De dokter vertelde, tot grote opluchting van Red, dat het door haar menopauze kwam. Een opvallendheid is dat Kitty tijdens de menopauze veel meer drinkt dan normaal.